# 桜ヶ丘八幡神社
桜ヶ丘八幡神社（さくらがおかはちまんじんじゃ）は、岐阜県高山市山口町に鎮座する神社。
櫻ヶ岡八幡神社とも称す。通称は「山口の八幡」「山口八幡宮」。

## 概要
高山市山口町（旧・大野郡大八賀村大字山口）の産土神社である。
寛治元年（1087年）、相模国平塚八幡宮から勧請し創建（創建時期は永正十五年（1518年）の説もある）。創建時の名は「山口八幡宮」であった。
1876年（明治9年）に村社となる。1928年（昭和3年）に近隣の若宮八幡神社と白山神社を合祀し、同時に桜ヶ丘八幡神社に改称する。1935年（昭和10年）に郷社となる。
戦後、岐阜県神社庁より銀幣社に指定される。

## 祭神
- 応神天皇

## 配祀
- 伊邪那岐命
- 伊邪那美命
- 菊理姫命
- 仁徳天皇

## 境外社
- 楠神社（祭神：楠木正成） - 御旅所を兼ねる

## その他
- 高山市と平塚市は1982年（昭和57年）に友好都市となっている。これは平塚市の平塚八幡宮の分霊が高山市の桜ヶ丘八幡神社に祀られたことに由来する[2]。